# Ophiomyxa punctata
Ophiomyxa punctata is een slangster uit de familie Ophiomyxidae.
De wetenschappelijke naam van de soort werd in 1952 gepubliceerd door Austin Hobart Clark.